# 鹿嶋ゑつ

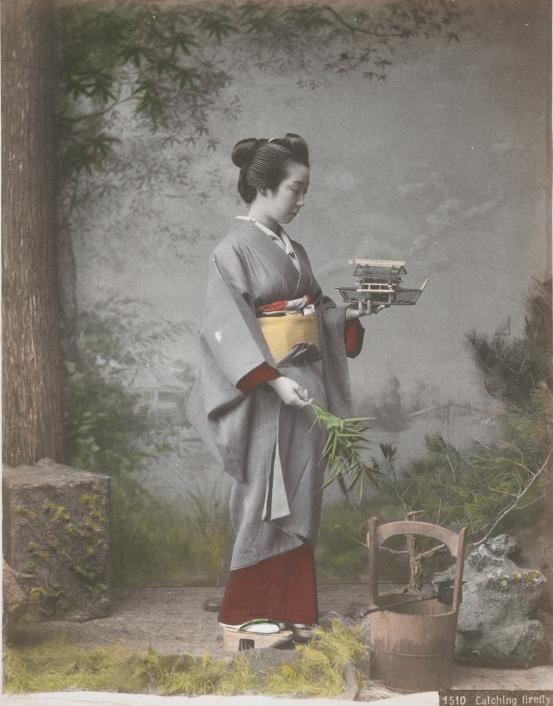
ぽん太。鹿島清兵衛撮影

鹿嶋 ゑつ（かしま えつ、1880年11月20日 - 1925年4月22日）は、「ぽん太」の名前で明治時代に人気を博した新橋芸者。才能と美貌で評判になり、「西に大阪宗右衛門町の富田屋八千代、東に新橋のぽん太」といわれた名妓。その美貌から絵葉書や明治屋のビール広告にも使われた。豪商の息子で写真家の鹿島清兵衛の後妻となり、森鷗外は鹿嶋夫妻をモデルに小説『百物語』を書いた。

## 略歴

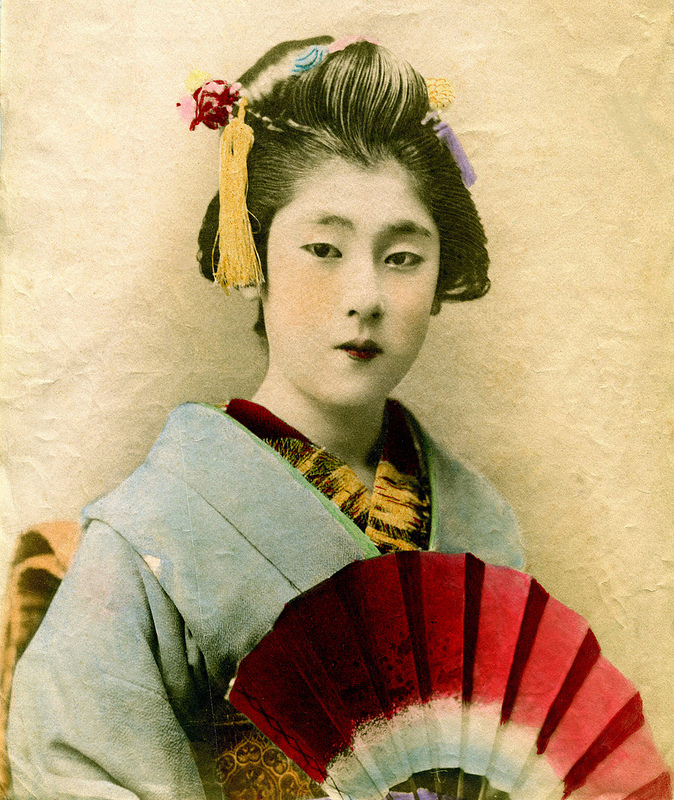
新橋「玉の家」半玉のぽん太

1880年（明治13年）、東京品川で谷田恵津(子)として生まれる。姉のますが始めた新橘日吉町の「玉の家」で半玉になり、ほん太として人気を集める。17歳で東京京橋新川の酒問屋「鹿島屋」の養子、鹿島清兵衛に身請けされる。清兵衛は写真が趣味で、ぽん太をモデルに撮影をしているうちに懇ろになった。清兵衛は妻と家業を捨て、ゑつを後妻とする。
東京・芝愛宕町で写真館を経営していた清兵衛は店を閉め、ゑつとともに大阪に行き、写真で生計を立てようとしたがうまくいかず、東京に舞い戻り、本郷の本郷座の前に春木館という写真館を開店した。ゑつは助手として夫を支えたが、清兵衛が火薬事故で指を失ったため、写真館を閉め、清兵衛はかねてより得意としていた能笛の奏者となり、ゑつも長唄や踊りを教えたり、踊り子として地方廻りをして家計を助けた。鴎外は二人の関係を「病人と看護婦のようだった」と書いており、その献身ぶりに「貞女ぽん太」と世間から言われた。ゑつの収入は、その当時のサラリーマンの月収が150円くらいだったのに対し500円もあったという。
夫の死後、道端で近所に住む果物問屋の店主に「且那も死んだことだし、おれのいうことを聞いてくれ」と言いながらしなだれかかられると、家に帰るなり「ぽん太はそこらの安女郎たあ訳が違うんだ」と啖呵を切って、娘の美智子に塩を撒かせたという。夫が亡くなったわずか1年半後の1925年（大正14年）、後を追うように肝臓癌で亡くなった。45歳没。
斎藤茂吉は、少年のころ、浅草でぽん太のプロマイドを見かけ、「世には実に美しい女もいればいるものだ」と感嘆し、青年のころに一度舞を見て、「かなしかる初代ぽん太も古妻（ふりづま）の舞ふ行く春のよるのともしび」という歌を詠んでいる。ぽん太没後には、友人に頼んで墓を探してもらい、多摩霊園に墓参に行っている。

## 家族
清兵衛との間に、鶴子、清、国子、繁子、正雄、糸子など12人の子をもうける。うち二人は夭折。息子の正雄は能役者。娘のくに子は6歳のときに坪内逍遙のもとに養女に出し、のちに舞踊家の飯塚くにになる。もう一人の娘・しげ子も商家(人形町紙問屋伊勢吉)の養女になる。